# 吊皮锥
吊皮锥（学名：Castanopsis kawakamii），又名大叶苦槠、青钩栲、格氏栲，川上氏槠、赤栲、蓑衣㰀、格林锥、猪血㰀、红㰀，为壳斗科锥属下的一种常绿乔木。
中国福建三明格氏栲自然保护区有约700公顷格氏栲天然林。

## 扩展阅读
維基物種上的相關：吊皮锥